# تکیه آقامجلسی
تکیه آقامجلسی (سید ابوجعفر) مربوط به دوره قاجار است و در اصفهان، مجموعه تخت فولاد، بین خیابان خوانساری و سعادت آباد واقع شده و این اثر در تاریخ ۱۰ خرداد ۱۳۸۲ با شمارهٔ ثبت ۹۰۶۳ به‌عنوان یکی از آثار ملی ایران به ثبت رسیده است.